# Liste der Bischöfe von Rodez
Die folgenden Personen waren Bischöfe von Rodez (Frankreich):
- Hl. Amantius vor 484
- Hl. Quintianus ca. 506–515, später Bischof von Clermont (um 523-um 527) († 524/5?)
- Hl. Dalmatius ca. 535–580
- Theodosius 580–583/4
- Innozenz 584–590
- Dieudonné 599
- Verus 614–626
- Aredius (Yrieix) 785
- Dadon um 800
- Faraldus 838
- Ramnolenus 848–862
- Bego
- Elizachar 862
- Hacmar I. (Aimar I.) (865!) 876–877
- Frotard 887
- Adalgar 888
- Hacmar II. 905–916
- Deusdedit I. 918–927
- Gausbert 929
- Deusdedit II. 932
- Georg 933
- Hacmar III. (Aimar II.) 934 oder 935
- Stephan 936
- Magenfred 938
- Jorius 942
- ? 942–960
- Deusdedit III. 961–1005
- Mainfroi 986
- Arnaud 1010–1030
- Bernard 1035
- Geraud 1035–1040
- Pierre Berenger de Narbonne 1053–1079
- Pons d’Etienne 1079–1087
- Raymond de Frotard 1095–1096
- Adhemar 1099–?(1140)
- Guillaume ca. 1144
- Pierre II. de La Vayssière 1146–1165
- Hugo 1170–1211
- Pierre-Henry de la Treille 1211–1234
- B.... de Béziers um 1234–1245 (Vertreter)
- A...1245
- Berenger Centolh um 1246 (Vertreter)
- Vivian de Boyer um 1246–1274
- Raymond de Calmont 1274–1298
- Bernard de Monestiers 1298–1300
- Gaston de Corn 1301
- Pierre de Pleinecassagne 1301–1318 (von 1314 bis 1318 auch Titular-Patriarch von Jerusalem)
- Pierre de Castelnau um 1319–1334
- Bernard d’Albi 1336–1338 (Kardinal ab 1338)
- Gilbert de Cantobre 1339–1349
- André 1349
- Raymond d’Aigrefeuille 1349–1361 (siehe Haus Rogier de Beaufort)
- Faydit d’Aigrefeuille 1361–1371 (siehe Haus Rogier de Beaufort)
- Bertrand de Cardaillac 1368
- Jean de Cardaillac 1371–1378 (auch Patriarch von Alexandria)
- Jean le Guerre, 1376-... (auch Patriarch von Alexandrien) (Haus Lomagne)
- Bertrand de Raffin 1379–1385
- Henry de Severy 1385–1395
- Guillaume d’Ortolan (La Tour) 1397–1417
- Vital de Mauléon 1417–1428 (auch Patriarch von Alexandria)
- Guillaume de la Tour (d’Oliergues) 1429–1457 (auch Patriarch von Antiochia)
- Bertrand de Chalençon 1457–1494 (Haus Chalençon)
- Bertrand de Polignac 1494–1501 (Haus Chalençon)
- Charles de Tournon 1501–1504
- François d’Estaing 1504–1529
- Georges d’Armagnac 1530–1562 (Kardinal ab 1544) (Haus Lomagne)
- Jacques de Corneillan 1562–1580
- François de Corneillan 1580–1614
- Bernardin de Corneillan 1614–1645
- François de Corneillan-Mondenard 1645
- Charles de Noailles 1647–1648
- Hardouin de Péréfixe de Beaumont 1648–1662
- Louis Abelly 1664–1666
- Gabriel Voyer de Paulmy 1667–1682
- Paul Philippe de Lazay de Luzingnen (ernannt 1683) 1693–1716
- Jean Armand de la Volve de Tourouvre 1718–1733
- Jean d’Isle de Saléon 1735–1746
- Charles de Grimaldi d’Antibes 1746–1770
- Jérôme Champion de Cicé 1770–1781
- Seignelay Colbert de Castle-Hill 1781–1801 († 1813)
- Claude Debertier 1791–1801
- Guillaume Balthasar Cousin de Grainville 1801–1817 (auch Bischof von Cahors)
- Charles-André-Toussaint-Bruno de Ramon Lalande 1823–1830
- Pierre Giraud 1830–1841
- Jean-François Croizier 1842–1855
- Louis-Auguste Deballe oder Delalle 1855–1871
- Joseph-Christian-Ernest Bourret 1871–1896 (Kardinal ab 1893)
- Jean-Augustin Germain 1897–1899
- Louis Eugène Francqueville 1899–1905
- Charles du Pont de Ligonnès 1906–1925
- Charles Challiol 1925–1948
- Marcel-Marie-Henri-Paul Dubois 1948–1954
- Jean-Ernest Ménard 1955–1973
  - René Boudon 1973–1974 (Administrator, auch Bischof von Mende)
- Roger Joseph Bourrat 1974–1991
- Bellino Giusto Ghirard 1991–2011
- François Fonlupt 2011–2021 (dann Erzbischof von Avignon)
- Luc Meyer seit 2022